# Перламутровка воракс
Перламутровка воракс (лат. Argynnis vorax) — бабочка из семейства нимфалид.

## Замечания по систематике
Вид близок к Argynnis adippe ([Denis et Schiffermüller], 1775), но отличается от него одной широкой полоской андрокониальных чешуек на верху передних крыльев самцов, вдоль жилки Cu2.

## Описание
Длина переднего крыла самцов 25—33 мм, самок 27—36 мм. Размах крыльев может достигать 65 мм. Верхняя сторона крыльев красно-бурая с чёрными пятнами, расположенными в перевязках. Край задних крыльев волнистый. Жилки R1, R2 не ветвятся и берут начало от центральной ячейки. Жилки R3, R4, R5 имеют общий ствол, который также начинается от центральной ячейки. На задних крыльях жилка M3 и жилка Cu1 отходят от центральной ячейки из одной точки. Передние крылья самцов сверху с широкой полосой андрокониальных чешуек вдоль жилок Си2 и двумя очень слабыми полосами вдоль Си1 и А. На нижней стороне крыльев на заднем крыле имеется маленькое перламутровое пятно, иногда центрированное черной точкой, в середине центральной ячейки — перламутровые пятна.

## Ареал
Дальний Восток России, Якутия, Забайкалье, Южная Сибирь, Корея, Северо-Восточный Китай, Монголия.

## Биология
Развивается в одном поколении за год. Время лёта с конца июня по начало сентября. бабочки встречаются на сухих лугах и в степных местностях. Кормовые растения гусениц — фиалки, реже — подорожник, эспарцет.